# فرومنتیوس
فرومنتیوس (گعز: ፍሬምናጦስ؛ 4th century – ح. ۳۸۳) قدیس مسیحی اهل امپراتوری بیزانس بود.